# Dimartino (Sänger)
Dimartino (* 1. Dezember 1982 in Palermo als Antonio Di Martino) ist ein italienischer Cantautore. Er ist vor allem als Frontman der gleichnamigen Band bekannt.

## Karriere
Dimartino begann seine musikalische Karriere mit der Band Famelika und konnte sich einen Namen innerhalb der Musikszene Palermos machen. 2011 legte er schließlich das erste Album unter eigenem Namen vor, Cara maestra abbiamo perso, auf dem er von Giusto Correnti (Schlagzeug) und Simona Norato (Klavier, Synthesizer, Gitarre) begleitet wurde und mit einer Vielzahl von Musikerkollegen zusammenarbeitete, darunter Brunori Sas. Später stieß noch Angelo Trabace (Klavier) zur Gruppe. 2012 folgte das Album Sarebbe bello non lasciarsi mai, ma abbandonarsi ogni tanto è utile. Nach der EP Non vengo più mamma erschien das Konzeptalbum Un paese ci vuole, das erstmals die italienischen Albumcharts erreichte. Darauf arbeitete Dimartino u. a. mit Francesco Bianconi zusammen.
Im Jahr 2017 schrieb er zusammen mit dem Cantautore Fabrizio Cammarata den Roman Un mondo raro über die mexikanische Sängerin Chavela Vargas, dazu nahmen die beiden Musiker in Mexiko-Stadt das gleichnamige Album auf. 2019 erschien Dimartinos nächstes Album Afrodite. Daneben war er als Songwriter für Interpreten wie Malika Ayane, Arisa, Levante oder Irene Grandi tätig. Aus der Zusammenarbeit mit dem ebenfalls sizilianischen Cantautore Colapesce ging 2020 das gemeinsame Album I mortali hervor.
Das Duo aus Colapesce und Dimartino präsentierte beim Sanremo-Festival 2021 das Lied Musica leggerissima, das ein großer Erfolg und Nummer-eins-Hit wurde. Anschließend traten die beiden weiter gemeinsam auf und arbeiteten unter anderem mit Ornella Vanoni und Fabri Fibra zusammen. Beim Sanremo-Festival 2023 gingen sie mit Splash ins Rennen, wofür sie mit dem Kritiker- und Pressepreis ausgezeichnet wurden.

## Diskografie
Alben und EPs
- Cara maestra abbiamo perso (2010)
- Sarebbe bello non lasciarsi mai, ma abbandonarsi ogni tanto è utile (2012)
- Non vengo più mamma (EP; 2013)
- Un paese ci vuole (2015)
- Un mondo raro (mit Fabrizio Cammarata; 2017)
- Afrodite (2019)
- I mortali (mit Colapesce; 2020)

## Bibliografie
- Antonio Di Martino, Fabrizio Cammarata: Un mondo raro. Vita e incanto di Chavela Vargas. La nave di Teseo, Mailand 2017, ISBN 978-88-934411-8-6.

## Belege
1. ↑  Alben von Dimartino. In: Italiancharts.com. Hung Medien, abgerufen am 17. Dezember 2020.
2. ↑  Chartquellen: CH
3. ↑  Certificazioni. FIMI, abgerufen am 9. Mai 2022 (italienisch).
4. ↑  Colapesce e Dimartino: ‘Tommaso Paradiso? Meglio dei Pink Floyd’. In: Rockol.it. 3. Juni 2020, abgerufen am 17. Dezember 2020 (italienisch).

| Personendaten    | Personendaten                     |
| ---------------- | --------------------------------- |
| NAME             | Dimartino                         |
| ALTERNATIVNAMEN  | Di Martino, Antonio (Geburtsname) |
| KURZBESCHREIBUNG | italienischer Cantautore          |
| GEBURTSDATUM     | 1. Dezember 1982                  |
| GEBURTSORT       | Palermo                           |